# 1031 Арктика
1031 Арктика (1924 RR, A910 VB, A913 JA, 1031 Arctica) — астероїд головного поясу, відкритий 6 червня 1924 року.
Тіссеранів параметр щодо Юпітера — 3,161.